# Brloška Dubrava
Brloška Dubrava falu Horvátországban Lika-Zengg megyében. Közigazgatásilag Otocsánhoz tartozik.

## Fekvése
Zenggtől légvonalban 23 km-re, közúton 35 km-re délkeletre, községközpontjától légvonalban 8 km-re, közúton 18 km-re északnyugatra a Kis-Kapela déli lábainál fekszik.

## Története
A vegyesen szerb – horvát lakosságú település a 17. században keletkezett amikor a török elől menekülő pravoszláv vallású vlachokat és részben a ma Szlovéniához tartozó Krajna, részben a horvát Hegyvidék (Gorski kotar) területéről katolikus horvátokat telepítettek erre a vidékre. Lakói a letelepítés fejében a török elleni harcokban katonai szolgálatot láttak el. A település a katonai határőrvidék részeként az otocsáni határőrezredhez tartozott. A falunak 1857-ben 568,  1910-ben 713 lakosa volt. A trianoni békeszerződésig Lika-Korbava vármegye Otocsáni járásához tartozott. Ezt követően előbb a Szerb-Horvát-Szlovén Királyság, majd Jugoszlávia része lett. A második világháború idején 24 helyi lakost, köztük a Jurković család 15 tagját hurcoltak el és végezték ki. A honvédő háborúnak három önkéntes és hét kivégzett polgári lakos esett itt áldozatul. Emlékükre 2008-ban egy feszületet ábrázoló emlékművet állítottak. A falunak 2011-ben 60 lakosa volt.

## Lakosság
| Lakosság változása | Lakosság változása | Lakosság változása | Lakosság változása | Lakosság változása | Lakosság változása | Lakosság változása | Lakosság változása | Lakosság változása | Lakosság változása | Lakosság változása | Lakosság változása | Lakosság változása | Lakosság változása | Lakosság változása | Lakosság változása |
| ------------------ | ------------------ | ------------------ | ------------------ | ------------------ | ------------------ | ------------------ | ------------------ | ------------------ | ------------------ | ------------------ | ------------------ | ------------------ | ------------------ | ------------------ | ------------------ |
| 1857               | 1869               | 1880               | 1890               | 1900               | 1910               | 1921               | 1931               | 1948               | 1953               | 1961               | 1971               | 1981               | 1991               | 2001               | 2011               |
| 568                | 561                | 635                | 653                | 699                | 713                | 682                | 696                | 663                | 567                | 440                | 360                | 281                | 206                | 69                 | 60                 |

## Nevezetességei
A II. világháború és a honvédő háború áldozatainak emlékműve.